# The Fortunes
The Fortunes är en engelsk popgrupp från Birmingham. The Fortunes första internationella hit kom 1965, då "You've Got Your Troubles" slog i USA och Storbritannien. 1966 blev deras manager Reginald Calvert skjuten till döds över en dispyt angående en piratradiostation.

## Bandets medlemmar
Nuvarande medlemmar
- Michael Smitham (född 29 juli 1951 i Nuneaton) – gitarr, sång (1983– )
- Bob Jackson (född 6 januari 1949 i Coventry) – keyboard, sång (1995– )
- Eddie Mooney (född 6 augusti 1957 i Stoke-on-Trent) – sång, bas (2008– )
- Glenn Taylor (född 15 februari 1951, Leicester) – trummor (2010– )

Tidigare medlemmar
- Rod Allen (född Rodney Bainbridge 31 mars 1944 i Leicester - död 10 januari 2008 i Coventry) - sång, bas (1963 - 2008)
- Glen Dale (född Richard Garforth 24 april 1943 i Deal, Kent - död 13 januari 2019) - gitarr (1963 - 1966)
- Shel Macrae (född Andrew Raeburn Semple 8 mars 1943 i Burnbank, Skottland) - sång, gitarr (1966 - 1977)
- Barry Pritchard (född Barry Arthur Pritchard 3 april 1944 i Birmingham - död 11 januari 1999 i Swindon, Wiltshire) - gitarr (1963 - 1995)
- Andy Brown (född Andrew Brown 7 januari 1946 i Birmingham) - trummor (1963 - 1977)
- David Carr (född 4 augusti 1943 i Leyton, London - död 12 juli 2011) - keyboard (1963 - 1965)
- Ricky Persell (född 19 oktober 1954 i London) - gitarr, sång (1977 - 1980)
- John Davy (född 13 september 1955 i Watford) - sång (1977 - 1982)
- John Trickett (född i Birmingham) - trummor (1977 - 1980)
- Paul Hooper (född 20 augusti 1948. i Wolverhampton) - trummor (1984 - 2010)

## Diskografi (urval)
Album
- The Fortunes (1965)
- Seasons In The Sun (1969)
- That Same Old Feeling (1970)
- Here Comes That Rainy Day Feeling Again (1971)
- Freedom (1971)
- Storm In A Teacup (1972)
- You've Got Your Troubles (1974)
- Heroes Never Die (2004)

Singlar (topp 40 på UK Singles Chart)
- You've Got Your Troubles (1965) (#2)
- Here It Comes Again (1965) (#4)
- This Golden Ring (1966) (#15)
- Freedom Come, Freedom Go (1971) (#6)
- Storm in a Teacup (1972) (#7)